# Židovský hřbitov v Rakovníku
Židovský hřbitov leží ve východní části města Rakovník v ulici Františka Diepolta. Hřbitov je chráněn jako kulturní památka.

## Historie a popis
Hřbitov byl založen v roce 1635 a v letech 1745, 1856 a 1886 byl dále rozšiřován do současné rozlohy přes 4000 m². Areál je dnes rozdělen na tři části, z nichž nejstarší je ta spodní.

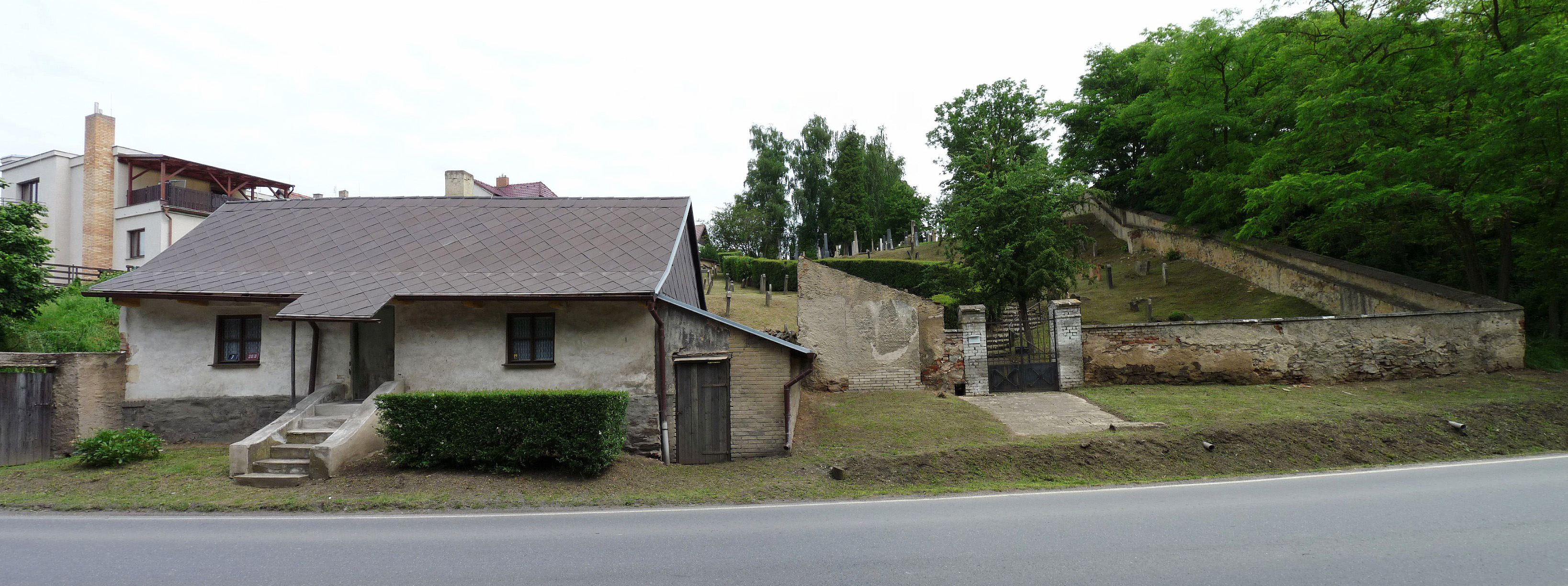
Domek hrobníka, za nímž leží hřbitov

Z první poloviny 19. století pochází klasicistní domek hrobníka (čp. 20), kde je po rekonstrukci z 90. let 20. století umístěna výstava s expozicí o dějinách Židů na Rakovnicku. V horní části areálu stojí obřadní síň s dochovanou výmalbou, k jejímž exponátům patří mj. máry, čtecí pult nebo svícny.
Do dnešní doby se na hřbitově dochovalo přes 400 náhrobků obrácených především směrem k východu, s nejstarším čitelným z let 1656–1657; starší náhrobky z červeného vápence již čitelné nejsou. Pohřbívalo se zde do roku 1979. Na hřbitově se nachází speciální dětské, uprchlické a urnové oddělení.

## Současnost
Od roku 1996 se o areál stará Židovská obec v Praze a postupně v něm probíhají rekonstrukční a údržbové práce, např. oprava obvodní zdi a vztyčování náhrobků. Hřbitov je zamčený a přístupný pouze po dohodě se správci uvedenými vedle vchodu do areálu.

## Židovská komunita ve městě
Nejstarší písemné zmínky o usídlení Židů v Rakovníku jsou z roku 1441, dvě století se však jednalo pouze o několik rodin. Židovská náboženská obec byla oficiálně založena až v roce 1796, ve třicátých letech 19. století zde pobývalo už na tři desítky židovských rodin i krajský rabinát. Obec měla také vlastní synagogu. Během nacistické okupace místní židovská obec zanikla a k jejímu obnovení již nedošlo.